# Équipe d'Algérie masculine de handball au Championnat d'Afrique 2006
Cet article décrit le parcours de l'Équipe d'Algérie masculine de handball au championnat d'Afrique 2006 qui a eu lieu à Tunis en Tunisie du 10 au 20 janvier 2006.
Après une victoire par forfait face au Nigeria, l'Algérie est battue par le Maroc, mais est malgré qualifiée pour le tour principal.
Si la défaite face au favori égyptien 21 à 26 pouvait être attendue, la sélection Algérienne s'incline d'un but face à l'Angola 27 à 28 et laisse à son adversaire du soir la qualification pour le championnat du monde 2007. Pour l'honneur, l'Algérie remporte ses deux derniers matchs, face à la Côte d'Ivoire 35 à 24 puis face au République du Congo 33 à 27 dans le match pour la cinquième place.

## Effectif
L'effectif de l'Algérie est
- Abdelmalek Slahdji (gardien,  MC Alger)
- Khaled Ghoumal (gardien,  Girondins de Bordeaux HBC)
- Abdérazak Hamad ( MC Alger)
- Belgacem Filah ( Paris Handball)
- El Hadi Biloum ( Chambéry Savoie Handball)
- Ahmed Hadjali ( Tremblay-en-France Handball)
- Hichem Boudrali ( MC Alger)
- Sid Ali Yahia ( MC Alger)
- Abdelghani Loukil ( MC Alger)
- Omar Chehbour ( MC Alger)
- Hamza Toum ( MC Alger)
- Mohamed Rebahi ( MC Alger)
- Mohamed Bouabderrezaki ( MC Alger)
- Adel Zerabib ( MC Alger)
- Abderrahmane Khetir ( MC Alger)
- Mohamed Oulmane ( WA Rouiba)

EntraîneurMekki Djillali

## Préparation
L'Algérie a disputé trois matchs de préparation :
- novembre 2005 à Sousse, Tunisie,  : défaite 24 à 32 face à la  Tunisie
- novembre 2005 à Sousse, Tunisie,  : résultat inconnu face au  Qatar
- novembre 2005 à Sousse, Tunisie,  : résultat inconnu face au  Qatar

## Résultats

### Tour préliminaire
L'Algérie évolue dans le groupe D à El Menzah.
| Groupe D |         |     |   |   |   |   |    |    |      |     |
|          | Équipe  | Pts | J | G | N | P | BP | BC | Diff | Dép |
| 1        | Maroc   | 4   | 2 | 2 | 0 | 0 | 72 | 60 | +12  |     |
| 2        | Algérie | 2   | 2 | 1 | 0 | 1 | 40 | 31 | +9   |     |
| 3        | Nigeria | 0   | 2 | 0 | 0 | 2 | 30 | 51 | -21  |     |

| Date et heure         | Équipe 1 | -  | VS | -  |  | Équipe 2 |
| 10 janvier 2006 16h30 | Algérie  | 10 | -  | 00 |  | Nigeria  |
| 11 janvier 2006 18h30 | Nigeria  | 30 | -  | 41 |  | Maroc    |
| 12 janvier 2006 18h30 | Maroc    | 31 | -  | 30 |  | Algérie  |

| 10 janvier 2006 16:30 | Algérie | 10 – 0 par forfait | Nigeria | Palais des sports d'El Menzah, El Menzah Arbitrage : |
| 10 janvier 2006 16:30 | (–)     |                    |         | Palais des sports d'El Menzah, El Menzah Arbitrage : |

| 12 janvier 2006 18:30 | Maroc | 31 – 30 | Algérie | Palais des sports d'El Menzah, El Menzah Arbitrage : Iroslav et Marek |
| 12 janvier 2006 18:30 | Chouhou Bengadi El KendoulI (7 ) Berradjâ (6) Bouhaddioui (6) Redouane (4) Imaghri (5) Kossaï (3) Tahri Salem Tabti Layadi Koussai, Tamazrati El Fil | (17–13) | Khaled Ghoumal Abdelmalek Slahdji Abdérazak Hamad (9 ) Mohamed Rebahi (7) El Hadi Biloum (4) Belgacem Filah (3) Mohamed Bouabderrezaki (3) Abdelghani Loukil (2) Hichem Boudrali (1) Sid Ali Yahia (1) Abderrahmane Khetir Mohamed Oulmane Hamza Toum Omar Chehbour Adel Zerabib. | Palais des sports d'El Menzah, El Menzah Arbitrage : Iroslav et Marek |
| 12 janvier 2006 18:30 | Rapport |         | | Palais des sports d'El Menzah, El Menzah Arbitrage : Iroslav et Marek |

### Tour principal
L'Algérie évolue dans le groupe E à El Menzah.
| Groupe F |               |     |   |   |   |   |    |     |      |     |
|          | Équipe        | Pts | J | G | N | P | BP | BC  | Diff | Dép |
| 1        | Égypte        | 6   | 3 | 3 | 0 | 0 | 95 | 62  | +33  |     |
| 2        | Angola        | 4   | 3 | 2 | 0 | 1 | 84 | 82  | +2   |     |
| 3        | Algérie       | 2   | 3 | 1 | 0 | 2 | 83 | 78  | +5   |     |
| 4        | Côte d'Ivoire | 0   | 3 | 0 | 0 | 3 | 69 | 109 | -40  |     |

| Date et heure         | Équipe 1      | -  | VS | -  |  | Équipe 2      |
| 14 janvier 2006 16h30 | Angola        | 34 | -  | 26 |  | Côte d'Ivoire |
| 14 janvier 2006 18h30 | Égypte        | 26 | -  | 21 |  | Algérie       |
| 15 janvier 2006 16h30 | Algérie       | 27 | -  | 28 |  | Angola        |
| 15 janvier 2006 18h30 | Côte d'Ivoire | 19 | -  | 40 |  | Égypte        |
| 16 janvier 2006 16h30 | Algérie       | 35 | -  | 24 |  | Côte d'Ivoire |
| 16 janvier 2006 18h30 | Angola        | 22 | -  | 29 |  | Égypte        |

| 14 janvier 2006 18:30 | Égypte | 26 – 21 | Algérie | Palais des sports d'El Menzah, El Menzah Arbitrage : |
| 14 janvier 2006 18:30 | (–)    |         |         | Palais des sports d'El Menzah, El Menzah Arbitrage : |

| 15 janvier 2006 16:30 | Algérie | 27 – 28 | Angola | Palais des sports d'El Menzah, El Menzah Arbitrage : |
| 15 janvier 2006 16:30 | (–)     |         |        | Palais des sports d'El Menzah, El Menzah Arbitrage : |

| 16 janvier 2006 16:30 | Algérie | 35 – 24 | Côte d'Ivoire | Palais des sports d'El Menzah, El Menzah Arbitrage : |
| 16 janvier 2006 16:30 | (–)     |         |               | Palais des sports d'El Menzah, El Menzah Arbitrage : |

### Match pour la5eplace
| 18 janvier 2006 12h00 | Algérie   | 33 - 27 | République du Congo | Ariana |
| 18 janvier 2006 12h00 | (20 - 16) |         |                     | Ariana |

## Statistiques et récompenses

### Statistiques des joueurs
| Joueur                 | Poule | Poule | Poule | Poule | Poule | Poule | Total |
| ---------------------- | ----- | ----- | ----- | ----- | ----- | ----- | ----- |
| Joueur                 |       |       |       |       |       |       | Total |
| Abdérazak Hamad        |       | 9     | 0     | 0     | 0     | 0     | 0     |
| Mohamed Rebahi         |       | 7     | 0     | 0     | 0     | 0     | 0     |
| El Hadi Biloum         |       | 4     | 0     | 0     | 0     | 0     | 0     |
| Belgacem Filah         |       | 3     | 0     | 0     | 0     | 0     | 0     |
| Mohamed Bouabderrezaki |       | 3     | 0     | 0     | 0     | 0     | 0     |
| Abdelghani Loukil      |       | 2     | 0     | 0     | 0     | 0     | 0     |
| Hichem Boudrali        |       | 1     | 0     | 0     | 0     | 0     | 0     |
| Sid Ali Yahia          |       | 1     | 0     | 0     | 0     | 0     | 0     |
| Total                  | 10    | 30    | 21    | 27    | 35    | 33    | 0     |

### Récompenses
Un joueur algérien apparaît dans l'équipe type désignée par la Confédération africaine de handball :
- Meilleur ailier droit : Mohamed Rebahi,  Algérie